# Cyclopidae
Cyclopidae – rodzina widłonogów z rzędu Cyclopoida.

## Charakterystyka
Niewielkie skorupiaki o długości 1–5,5 mm posiadające dwuczęściową jamę gębową, szczęki służące do łapania zdobyczy oraz żuchwę, służącą do miażdżenia i ćwiartowania zdobyczy przed połknięciem. Poszczególne zwierzęta mogą żyć nawet do dziewięciu miesięcy. Posiadają cztery pary odnóży, u samców występuje piąta para, która służy do przytrzymywania samicy podczas aktu zapłodnienia. Nie posiadają serca. Rolę krwi pełni bezbarwna hemolimfa, której przepływ jest regulowany przez ruchy jelit i pracę układu pokarmowego. Odżywiają się pierwotniakami, wrotkami i małymi skorupiakami, niektóre gatunki są także padlinożerne lub odżywiają się tkanką przyranną większych zwierząt. W łańcuchu pokarmowym odgrywają istotną rolę – jako plankton służą jako pożywienie wielu większym zwierzętom. Oddychają całą powierzchnią ciała. Cyclopidae mogą być nosicielami pasożytów, stwierdzono występowanie w ich wnętrznościach m.in. robaka gwinejskiego i bruzdogłowca szerokiego.
Żyją głównie w zbiornikach słodkowodnych, ich budowa pozwala na dość szybkie przemieszczanie się. Na świecie żyje ponad 950 gatunków należących do rodziny Cyclopidae.

## Rozmnażanie
Samice Cyclopidae w ciągu swojego życia składają około dziesięć razy po pięćdziesiąt jaj, które znajdują się w workach umieszczonych symetrycznie po obu stronach w dolnej części tułowia.

## Podział systematyczny
W obrębie rodziny Cyclopidae wyróżnia się następujące rodzaje:

- Abdiacyclops Karanovic, 2005 – jedynym przedstawicielem jest Abdiacyclops cirratus Karanovic, 2005
- Acanthocyclops Kiefer, 1927
- Afrocyclops Sars G.O., 1927
- Allocyclops Kiefer, 1932
- Anzcyclops Karanovic, Eberhard & Murdoch, 2011
- Apalachocyclops Fiers, 2011 – jedynym przedstawicielem jest Apalachocyclops minotaurus Fiers, 2011
- Apocyclops Lindberg, 1942
- Australocyclops Morton, 1985
- Australoeucyclops Karanovic, 2006
- Austriocyclops Kiefer, 1964 – jedynym przedstawicielem jest Austriocyclops vindobonae Kiefer, 1964
- Brevicyclops Totakura & Ranga Reddy, 2015
- Bryocyclops Kiefer, 1927
- Caspicyclops Monchenko, 1986 – jedynym przedstawicielem jest Caspicyclops mirabilis Monchenko, 1986
- Cochlacocyclops Kiefer, 1955 – jedynym przedstawicielem jest Cochlacocyclops ateles Kiefer, 1955
- Cryptocyclops Sars G.O., 1927
- Cyclops Müller O.F., 1785 – oczlik
- Defayeicyclops Alekseev & Vaillant in: Alekseev, Haffner, Vaillant & Yusoff, 2013 – jedynym przedstawicielem jest Defayeicyclops jamaicensis (Reid & Janetzky, 1996)
- Diacyclops Kiefer, 1927
- Dussartcyclops Karanovic, Eberhard & Murdoch, 2011
- Ectocyclops Brady, 1904
- Eucyclops Claus, 1893
- Faurea Labbé, 1927 – jedynym przedstawicielem jest Faurea princeps Labbé, 1927
- Fierscyclops Karanovic, 2004 – jedynym przedstawicielem jest Fierscyclops fiersi (De Laurentiis, Pesce & Humphreys, 2001)
- Fimbricyclops Reid, 1993 – jedynym przedstawicielem jest Fimbricyclops jimhensoni Reid, 1993
- Goniocyclops Kiefer, 1955
- Graeteriella Brehm, 1926
- Haplocyclops Kiefer, 1952
- Hesperocyclops Herbst, 1984
- Homocyclops Forbes, 1897 – jedynym przedstawicielem jest Homocyclops ater (Herrick, 1882)
- Hypocyclops Fiers, 2012
- Idiocyclops Herbst, 1987 – jedynym przedstawicielem jest Idiocyclops stocki Herbst, 1987
- Itocyclops Reid & Ishida, 2000 – jedynym przedstawicielem jest Itocyclops yezoensis (Ito, 1953)
- Kieferiella Lescher-Moutoue, 1976 – jedynym przedstawicielem jest Kieferiella delamarei (Lescher-Moutoué, 1971)
- Macrocyclops Claus, 1893
- Megacyclops Kiefer, 1927
- Menzeliella Lindberg, 1954 – jedynym przedstawicielem jest Menzeliella staheli (Chappuis, 1917)
- Meridiecyclops Fiers, 2001
- Mesocyclops Sars G.O., 1914
- Metacyclops Kiefer, 1927
- Microcyclops Claus, 1893
- Mixocyclops Kiefer, 1944
- Monchenkocyclops Karanovic, Yoo & Lee, 2012
- Muscocyclops Kiefer, 1937
- Neutrocyclops Kiefer, 1936 – jedynym przedstawicielem jest Neutrocyclops brevifurca (Lowndes, 1934)
- Ochridacyclops Kiefer, 1937
- Olmeccyclops Fiers, 2012
- Orbuscyclops Karanovic, 2006 – jedynym przedstawicielem jest Orbuscyclops westaustraliensis Karanovic, 2006
- Orthocyclops Forbes, 1897
- Paracyclops Claus, 1893
- Pescecyclops Karanovic, Eberhard & Murdoch, 2011
- Pilbaracyclops Karanovic, Eberhard & Murdoch, 2011
- Ponticyclops Reid, 1987 – jedynym przedstawicielem jest Ponticyclops boscoi Reid, 1987
- Protocyclops Lindberg, 1952 – jedynym przedstawicielem jest Protocyclops kosswigi Lindberg, 1952
- Psammocyclops Kiefer, 1955 – jedynym przedstawicielem jest Psammocyclops excellens Kiefer, 1955
- Psammophilocyclops Fryer, 1956
- Pseudograeteriella Sanoamuang, Boonyanusith & Brancelj, 2019 – jedynym przedstawicielem jest Pseudograeteriella longiaesthetascus Sanoamuang, Boonyanusith & Brancelj, 2019
- Reidcyclops Karanovic, 2000
- Rheocyclops Reid, Strayer, McArthur, Stibbe & Lewis J., 1999
- Rybocyclops Ranga Reddy & DeFaye, 2008
- Sergiosmirnovia Monchenko, 2007
- Siamcyclops Boonyanusith, Sanoamuang & Brancelj, 2018 – jedynym przedstawicielem jest Siamcyclops cavernicolus Boonyanusith, Sanoamuang & Brancelj, 2018
- Speocyclops Kiefer, 1937
- Stolonicyclops Reid & Spooner, 1998 – jedynym przedstawicielem jest Stolonicyclops heggiensis Reid & Spooner, 1998
- Stygocyclops Plesa, 1971 – jedynym przedstawicielem jest Stygocyclops teras (Graeter, 1907)
- Teratocyclops Plesa, 1981 – jedynym przedstawicielem jest Teratocyclops cubensis Plesa, 1981
- Thalamocyclops Fiers & Van Damme, 2017
- Thaumasiocyclops Kiefer, 1930 – jedynym przedstawicielem jest Thaumasiocyclops insulanus Kiefer, 1930
- Thermocyclops Kiefer, 1927
- Tropocyclops Kiefer, 1927
- Virbiocyclops Fiers, 2012 – jedynym przedstawicielem jest Virbiocyclops silvaticus (Rocha C.E.F. & Bjornberg M.H.G.C., 1988)
- Yansacyclops Reid, 1988
- Zealandcyclops Karanovic, 2005